# Алиев, Расим Гасан оглы
Раси́м Гаса́н оглы́ Али́ев (азерб. Rasim Həsən oğlu Əliyev; 16 июля 1934, Кировабад, Азербайджанская ССР — 14 ноября 2021, Баку, Азербайджан) — советский и азербайджанский архитектор, главный архитектор города Баку (1965—1988), заслуженный архитектор Азербайджанской ССР (1979), лауреат Государственной премии Азербайджана и премии имени Гусейна Джавида, действительный член Международной академии архитектуры стран Востока (1992), вице-президент Союза архитекторов Азербайджана.

## Биография
Расим Алиев родился 16 июля 1934 года в городе Кировабаде Азербайджанской ССР (ныне — город Гянджа в Азербайджане), в семье академика Гасана Алиева. В 1958 году окончил отдел архитектуры Азербайджанского политехнического института (ныне — Технический университет). Учился у Микаэля Усейнова. В 1958—1965 гг. работал в институте «Азергоспроект» и Институте архитектуры и искусства Академии наук Азербайджанской ССР. С 1965 по 1974 год Алиев был первым заместителем главного архитектора Баку, а с 1974 по 1988 год — был главным архитектором Баку. В 1980—1988 гг. был секретарём Союза архитекторов Азербайджана. В 1992 году стал действительным членом Международной академии архитектуры стран Востока.
Расим Алиев является автором (в некоторых случаях соавтором) мавзолея над могилой азербайджанского поэта и драматурга Гусейна Джавида в Нахичевани (1996; мрамор, гранит; автор скульптуры Омар Эльдаров), зданий Международного аэропорта имени Гейдара Алиева в Баку и Нахичеванского аэропорта, ряда станций Бакинского метрополитена («Дружба Народов», «Ази Асланов»), ряда главных парков города Баку, здания посольства Азербайджана в Турции, Дворца культуры в Хырдалане, Дворца культуры в Губе на 600 мест и др. Также Расим Алиев является одним из архитекторов памятника Рихарду Зорге в Баку (скульптор Владимир Цигаль). Алиев также является автором проектов планировки и строительства Баку и ряда городов республики, в том числе «Генерального плана Баку» и регенерации Ичери-шехера.
Алиев награждён орденом Трудового Красного Знамени. В 2006 году был снят фильм «Архитектор», посвящённый Расиму Алиеву. Указом президента Азербайджана Ильхама Алиева от 24 сентября 2009 года Расим Алиев был награждён орденом «Честь», а 16 июля 2014 года — орденом «Независимость». 18 июля 2014 года в Международном мугамном центре в Баку состоялось мероприятие, посвящённое 80-летнему юбилею Расима Алиева. На мероприятии также была представлена фотовыставка произведений Алиева, созданных в разные годы, а также картины, написанные акварелью и маслом.

Галерея работ
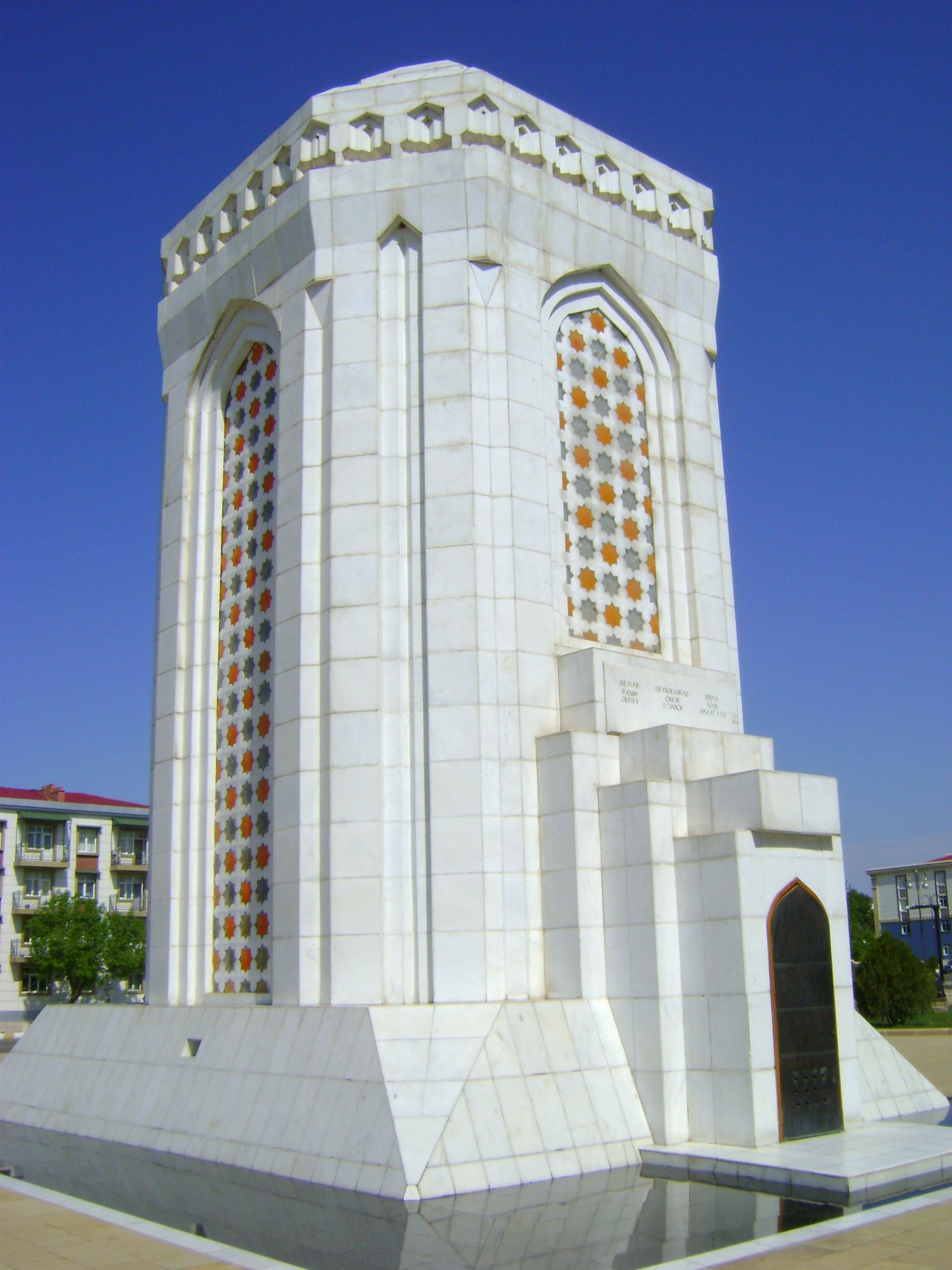
Мавзолей Гусейна Джавида в Нахичевани
Станция метро «Дружба Народов» в Баку
Нахичеванский аэропорт
Памятник Рихарду Зорге в Баку

## Награды
- Орден «Независимость» (16 июля 2014 года) — за большие заслуги в развитии азербайджанской культуры[6];
- Орден «Честь» (23 сентября 2009 года) — за большие заслуги в развитии архитектурного искусства в Азербайджане[7];
- Орден «Слава» (19 апреля 2000 года) — за заслуги в развитии азербайджанской архитектуры[8];
- Орден Трудового Красного Знамени;
- Заслуженный архитектор Азербайджанской ССР (1979 год);
- Государственная премия Азербайджана;
- Премия имени Гусейна Джавида;
- Почётный диплом Президента Азербайджанской Республики (15 июля 2019 года) — за многолетнюю плодотворную деятельность в развитии архитектурного искусства в Азербайджане[9].